# RS Group plc
RS Group plc (tidligere Electrocomponents plc) er en britisk distributør af industri- og elektronikprodukter. Virksomheden blev etableret af J.H. Waring og P.M. Sebestyen som Radiospares i London i 1937. De leverede elektronikkomponenter til radio og tv. I 1954 begyndte de også at sælge komponeter til industri-virksomheder. Virksomheden blev børsnoteret på London Stock Exchange som Electrocomponents i 1967.
RS Group plc er en omni-channel udbyder af produkter og serviceløsninger for designere, producenter og reparatører. De har over 1 million kunder i mere end 80 lande og distribuerer over 600.000 produkter. De kendes også som RS Components, Allied Electronics and Automation og OKdo.